# 谢志衡
谢志衡，中华人民共和国外交官。
1991年12月，中华人民共和国在南非设立中国国际问题研究所驻比勒陀利亚南非研究中心，谢志衡任中心主任（大使衔）。1994年，接替徐次农，担任中华人民共和国驻利比里亚大使。